# Кенігсберг Михайло Григорович
Кенігсберг Михайло Григорович (Германович) — 25 вересня 1865 р. (за старим стилем) — 28 квітня 1929 р. — відомий миколаївський лікар-гідропат, дійсний член відділу Російського товариства охорони народного здоров'я, засновник приватної водолікарні.

## Життєпис
Народився у Миколаєві у 1865 р., в родині міщанина Германа Михайловича Кенігсберга та його дружини Ернестіни. Старший з 6 дітей Кенігсбергів (мав трьох братів та двох сестер).
У 1884 р. закінчив миколаївську гімназію, у 1889 р. — Харківський університет. Отримав диплом лікаря з нервових захворювань. Проходив стажування в Парижі у відомого вченого Ж. М. Шарко. З 1892 року — член товариства лікарів в Миколаєві, з кінця 90-х — один із розпорядників санаторію «Сухой фонтан».
У 1901 р. відкрив власний гідропатичний заклад, де працював завідувачем, а його сестра — Анна Григорівна — лікарем. Після ранкових і денних годин роботи у водолікарні Михайло Григорович проводив прийом хворих у себе вдома.
Був відомим благодійником, допомагав своєю професійною діяльністю в єврейській богадільні, де лікував інвалідів та літніх людей. Також вів безоплатну лікарську допомогу ученицям єврейського професійного училища Ф. С. Вулих, де навчались в основному дівчата з бідних родин.
Ще у студентські роки захопився соціалістичними ідеями. М. Кенігсберг був одним з найбільш активних діячів організації есерів та брав активну участь в діяльності миколаївської організації партії соціалістів-революціонерів (есерів), особливо її бойових дружин, що ставили на меті організацію терористичних актів проти представників влади. Як зазначалося в документах жандармського корпусу, в його будинку проводилися зустрічі членів місцевих есерівських організацій, він проводив «посилену пропаганду серед місцевої інтелігенції», «щедро забезпечував грошима революційні організації для придбання зброї». Завідувач відділу політичного розшуку у м. Миколаєві окремого корпусу жандармів ротмістр Левдиков повідомляв:
|  | Человек образованный, умный. Энергичный. Всю свою деятельность направляет на революционные цели и ведет усиленную пропаганду среди и местной интеллигенции…Вместе с раввином Виленским Кенигсберг был избран местным еврейским обществом депутатом в Конвент для избрания президента Южно-русской республики. В случае предполагавшегося ареста всех административных лиц 19 октября 1905 года Кенигсберг предназначался в президенты города Николаева. |

6 лютого 1906 р. був заарештований і засуджений до заслання в Якутії терміном на 5 років, але покарання пом'якшили. На ім'я тимчасового військового губернатора А. Н. Ступніна від М. Кенігсберга була надіслана телеграма наступного змісту: «Ввиду материальных потерь, невозможности правильного пользования больных водолечебницей, покорнеше прошу Ваше превосходительство разрешить безпрепятственное пребывание в Николаеве — врач Кенигсберг.» Кенігсбергу дозволили повернутися до Миколаєва. Надалі він продовжував успішно займатися лікарською діяльністю. Його ім'я згадувалося в списках Миколаївського товариства лікарів, членів різних благодійних товариств, а також серед жертводавців на потреби євреїв-біженців з прифронтових областей. У 1915 р. М. Г. Кенігсберг виступав з доповідями про переваги фізіотерапевтичного лікування над медикаментозним.
Разом з М. Г. Кенігсбергом — головним лікарем і власником водолікарні, працювали доктор М. Я. Кальварський та жінка-лікар Д. П. Симонович-Варшавська.
У листопаді 1920 р. водолікарня доктора Кенігсберга була націоналізована, а сам він звільнений з посади її завідувача. У червні 1922 р. його ім'я зазначено в списку членів патронажу (органу громадського контролю) їдальні для харчування дітей, яка була відкрита в Миколаєві на кошти «Міжнародного союзу допомоги дітям» і «Всесвітньої єврейської конференції допомоги дітям» для допомоги голодуючим. Відомо, що в цей час він займався приватною лікарською практикою та працював консультантом в міській амбулаторії № 1, був членом комісії «з розбору справ дефективних дітей». У зв'язку з цим він часто відвідував міські школи та проводив медогляд учнів. Мав репутацію одного з найкращих педіатрів міста.
М. Кенігсберг зазначався у списку медичних лікарів СРСР як лікар з нервових та внутрішніх захворювань центральної амбулаторії м. Миколаїв.
Помер Михайло Григорович 28 квітня 1929 р. у віці 63 років в Миколаєві. Причина смерті — жовта атрофія печінки. Похорон відбувся 30 квітня 1929 р. з його власної квартири.
Колеги з окрздравінспектури в газеті «Красный Николаев» опублікували некролог, в якому згадували про доктора такими словами:
|  | Скорбная, потрясающая весть: умер врач старожил города Николаева – Михаил Григорьевич Кенигсберг. Сошел в могилу крупный нервопатолог, человек больших знаний, большого опыта и чуткого подхода к больному. Его глубокая вдумчивость, серьезная эрудиция и особый дар врача-диагноста создали ему заслуженную популярность среди трудящихся масс. Перу Михаила Григорьевича принадлежит целый ряд работ, опубликованных в специальной медицинской, отечественной и европейской прессе. Ученик Шарко, он первый вводит на Николаеве целый ряд новых методов в области лечения нервных болезней…Образ Михаила Григорьевича – врача-человека будет долго жить в сердцах тех, кто знал его и кто с ним соприкасался по медицинской работе. |

## Родина Кенігсбергів в історії міста Миколаєва
Кенігсберги — одна з найбільш відомих єврейських родин в історії Миколаєва другої половини ХІХ — початку ХХ ст. Представники цієї родини лишили помітний слід в економічному та суспільно-політичному житті Миколаєва, в розвитку медицини.  Вони жили у власному двоповерховому будинку по вул Бульварній, 12 (нині — вул. Пушкінська, 16). Різні аспекти та епізоди їх життя й діяльності висвітлено в роботах відомих миколаївських істориків-краєзнавців Ю. С. Крючкова, В. П. Чистова, Г. І. Чередниченко, В. В. Щукіна і А. М. Павлюка.
Кенігсберг Герман (Гірш) Михайлович — перший представник родини в Миколаєві. В ранніх документах прізвище записано як Кейнігсберг, пізніше (в кінці ХІХ — на поч. ХХ ст.) — Кенігсберг. У виявлених документах Г. Кенігсберг фіксувався під іменами Гершко (Гірш) або Герман, але його діти в подальшому офіційно писалися Григоровичами. Був одружений з Дорфман Естер. З 1882 р. числився миколаївським купцем 2-ї гільдії. У родині Германа і Естер Кенігсбергів було шестеро дітей: чотири сини (Михайло, Володимир. Борис, Остап) та дві доньки (Клара і Анюта). Двоє з дітей Кенігсбергів стали лікарями — Михайло та Анюта. Герман Михайлович Кенігсберг помер 31 жовтня 1893 р. (за старим стилем) в Одесі у віці 53 роки від спинної сухотки. Похований в Миколаєві на єврейському кладовищі. Його вдова Ернестіна Давидівна Кенігсберг померла в Миколаєві 15 серпня 1915 р. (за старим стилем) у віці 72 років від запалення легенів.
Кенігсберг Віміам (Володимир) Германович народився 15 березня 1868 р. (за старим стилем). У 1914 р. — рахівник у Миколаївському відділенні Російського для зовнішньої торгівлі банку.
Кенігсберг Берман (Борис) Германович народився 12 квітня 1869 р. (за старим стилем). У 1911—1915 рр. — біржовий маклер, член правління Миколаївського товариства взаємного сільськогосподарського кредиту, кандидат в члени Миколаївського біржового комітету, старший маклер, кандидат математичних наук. У 1924 р. одружився з Сімоновіч Ревеккою Борисівною.
Кенігсберг Йосиф Германович народився 13 вересня 1870 р. (за старим стилем). У лютому 1909 р. Переїхав до Одеси.
Кенігсберг Хая Германівна народилася 22 січня 1873 р. (за старим стилем).
Кенігсберг Анюта (Анна) Германівна народилася 3 листопада 1879 р. (за старим стилем). 13 серпня 1917 р. Анну Григорівну Кенігсберг було обрано гласною демократичної Миколаївської міської думи за списком № 12 від єврейського об'єднаного комітету. У травні 1917 р. у Миколаєві за її ініціативою було відкрито єврейський дитячий садок в будинку № 14 по вул. Мала Морська, а згодом на розі вул. Великої Морської та Наваринської. Коштами громади утримувалися дитячі притулки-сиротинці для дівчат та хлопців (1919 р. передані під опіку державної системи соціального забезпечення). Крім того, на благодійні внески діяв «денний притулок» для дітей воїнів та з бідних сімей, створений в 1914 р. (припинив діяльність в 1918 р. через відсутність коштів). Громада утримувала єврейську богадільню. У 1924 р. Анна Григорівна працювала дитячим лікарем у миколаївському шкільному санаторії.